# Gottorp

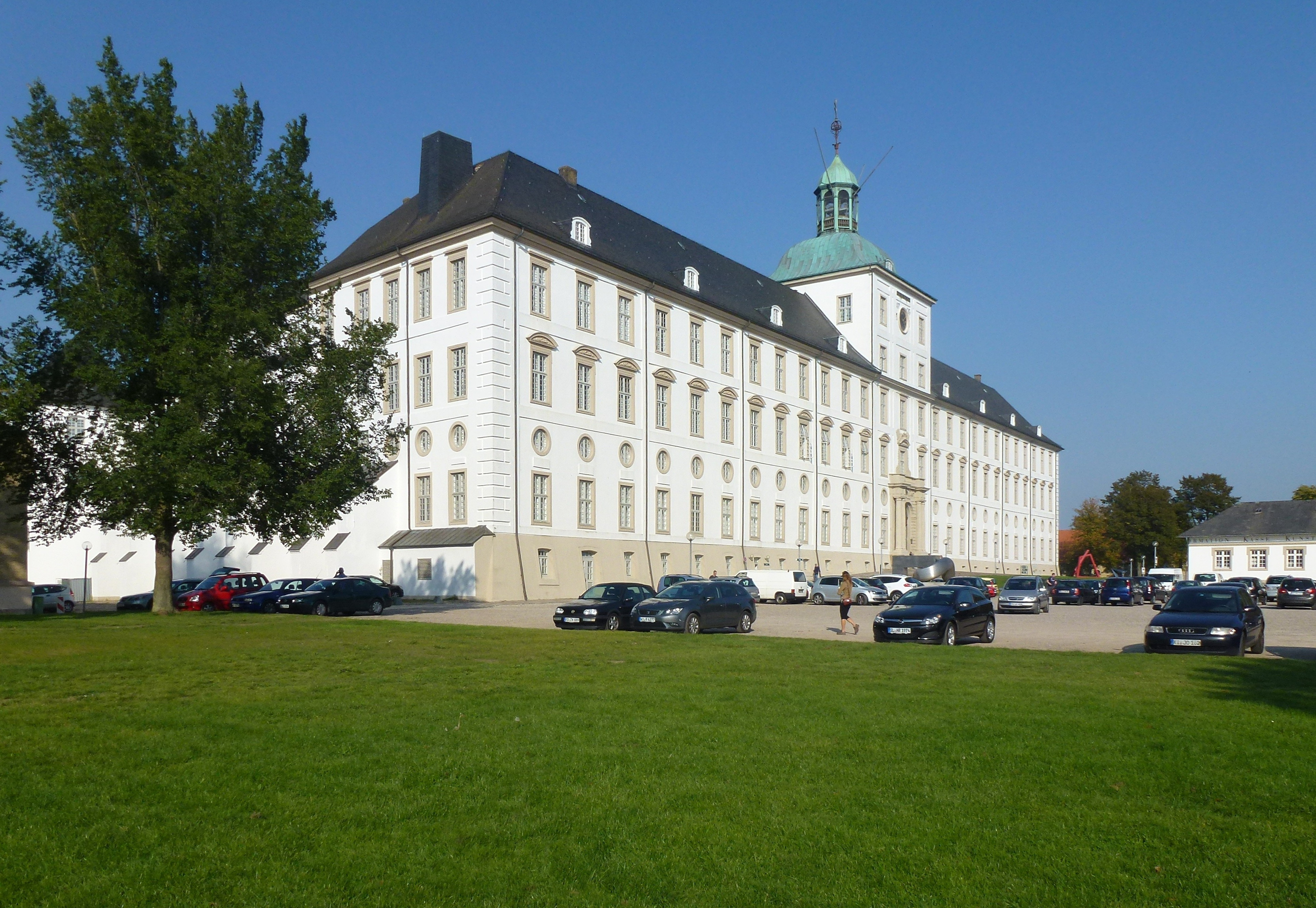
Gottorps slott, sydsidan, 2014.

Gottorp (tyska: Schloss Gottorf) är ett slott beläget vid staden Schleswig i det nordtyska förbundslandet Schleswig-Holstein. Slottet är huset Holstein-Gottorps stamslott, och var säte för hertigarna av Holstein-Gottorp under åren 1544–1713 och den danske ståthållarens residens (1731–1848).

## Historia

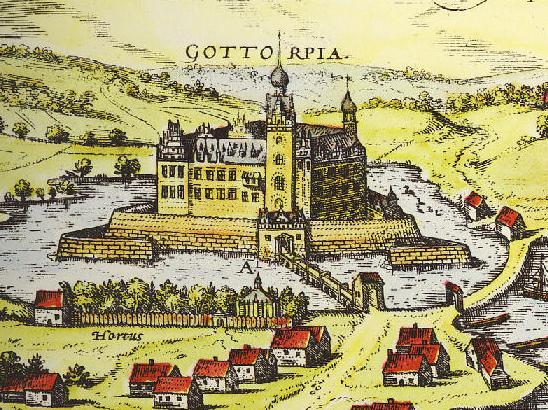
Gottorps slott ca 1600.

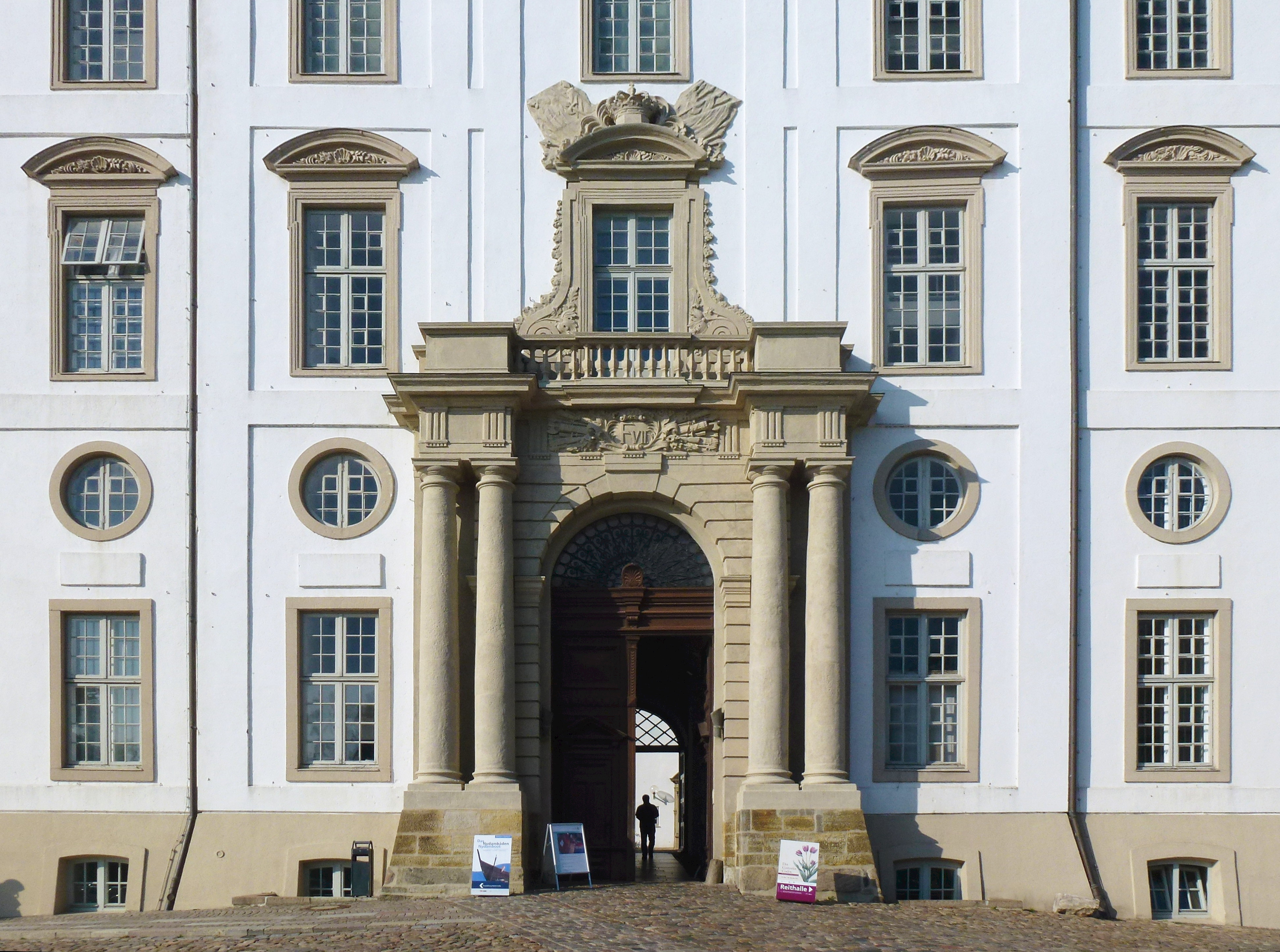
Gottorps slott, huvudportalen, 2014.

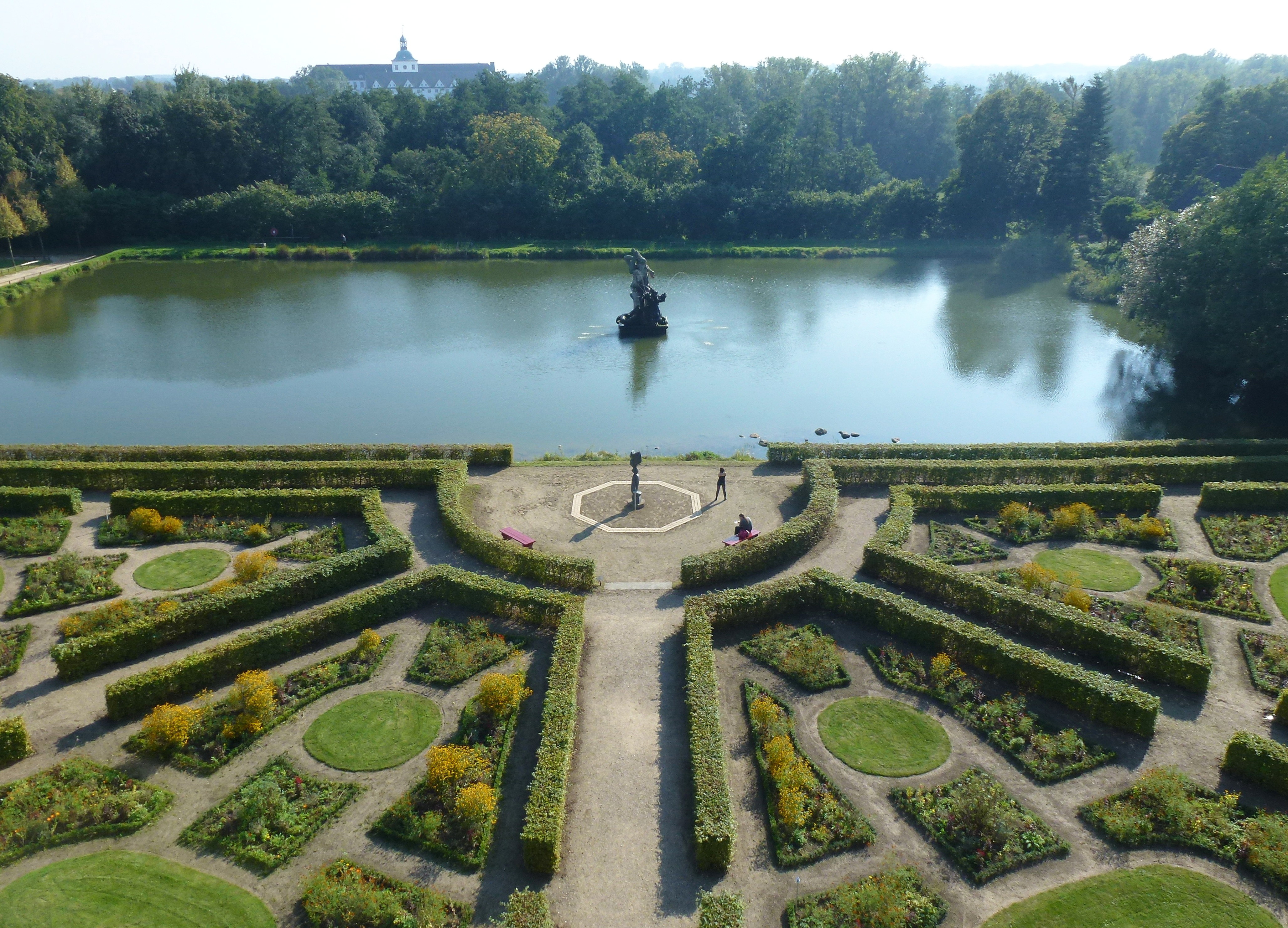
Gottorps slott, barockparken, 2014.

Redan i gamla tider hade de schleswigska biskoparna en borg vid namnet Gottorp men den låg omkring 5 km norr om staden och förstördes 1161 av Valdemar den stores ståthållare. Biskopen byggde senare upp den nya borgen, som genom byte kom i hertig Eriks av Sønderjyllands ägo 1268 och som 1295 byggdes om av dennes son Valdemar IV. 1325 pantsattes Gottorp till den holsteinske greve Geert och förblev i hans ätt till 1459. Utan framgång angreps Gottorp 1328 och 1329 av jutarna samt 1416–1417 och 1426 av Erik av Pommern.
Schleswigs och Holsteins första delning 1490 företogs på Gottorp och hertig Fredriks del kallades därefter den gottorpska. Som dansk konung (Fredrik I) vistades han mest på Gottorp, där han även avled 1533. Vid den andra delningen, 1544, tillföll Gottorp hertig Adolf, vars släktlinje fick sitt namn efter slottet.
Här fanns ett berömt bibliotek (grundat 1606) och en konstsamling (grundad 1651), vilka 1749 flyttades till Köpenhamn. Under krigen 1676–1700 var Gottorp vid flera tillfällen besatt av danska trupper, och 1721 mottog konung Fredrik IV där ständernas hyllning. 1731–1848 var slottet den kunglige ståthållarens residens och 1834–1848 säte för den slesvig-holstenska regeringen och den slesvigska överdomstolen. 1853–1855 inrättades det till kasern och används senare, 1865, till regeringsbyråer. 1917 skadades södra och västra flygeln svårt i en brand. 1920 besattes slottet av reaktionär milis som en del av Kappkuppen.
År 1945, under slutet av andra världskriget, gjordes slottet om till flyktingförläggning för flyktingar från tidigare tyska områden i Östeuropa. År 1948 blev slottet museum.

## Museer
Slottet är idag säte för stiftelsen som är huvudman för förbundslandet Schleswig-Holsteins landsmuseer. Två av dessa museer inryms i slottet, dels Schleswig-Holsteins arkeologiska museum, med Nydamskeppet från järnåldern, och dels förbundslandets konst- och kulturhistoriska museum. I den nyanlagda barockträdgården finns en rekonstruktion av Gottorps jordglob (Gottorfer Riesenglobus), som räknas till världens första planetarium. I närheten ligger även vikingamuseet i Hedeby.